# Brock Miron
Brock Miron (* 9. Juli 1980 in Cornwall, Ontario) ist ein kanadischer Eisschnellläufer.
Der Sprinter Brock Miron debütierte im Januar 2003 in Salt Lake City im Weltcup. Fast drei Jahre später beim Weltcup im japanischen Nagano im Dezember 2005 kam er auf der 1000-Meter-Strecke erstmals unter die besten 10 (9. Platz). 2003 wurde er kanadischer Meister im Sprintvierkampf, 2004 und 2005 errang er Silber. Bei den Olympischen Spielen 2006 in Turin trat er über 500 Meter an und wurde 30.

## Eisschnelllauf-Weltcup-Platzierungen
| Platzierung | 100 m | 500 m | 1000 m | 1500 m | 3000 m | 5000 m | 10000 m | Team |
| ----------- | ----- | ----- | ------ | ------ | ------ | ------ | ------- | ---- |
| 1. Platz    |       |       |        |        |        |        |         |      |
| 2. Platz    |       |       |        |        |        |        |         |      |
| 3. Platz    |       |       |        |        |        |        |         |      |
| Top 10      |       |       | 2      |        |        |        |         | 1    |

(Stand: 10. Dezember 2006)